# Кадыров, Камиль Амирахмед оглы
Ками́ль Амирахме́д оглы́ Кады́ров (азерб. Kamil Əmirəhməd oğlu Qədirov; 1923—1999) — участник Великой Отечественной войны, полный кавалер ордена Славы.

## Биография
Родился 1 сентября 1923 года в городе Баку в семье служащего. Азербайджанец. Окончил среднюю школу и поступил в Бакинский медицинский институт. Учёбу прервала война.
В январе 1942 года был призван в Красную Армию Шаумянским райвоенкоматом. С того же времени участвовал в боях с захватчиками на Юго-Западном фронте, воевал по гражданской специальности — был военфельдшером. В июне 1942 года в Крыму попал в плен. Прошел несколько лагерей, в том числе и Бухенвальд. Чтобы спастись, записался в Азербайджанский легион. Ряд соединений этого легиона участвовал в боях и на Восточном фронте. В начале 1944 года, при первой возможности, Кадыров перешел линию фронта и пришел в особый отдел. Прошел проверку в СМЕРШ, был направлен в штрафбат, в феврале 1944 года получил ранение.
С апреля 1944 года воевал уже в составе 175-го гвардейского стрелкового полка 58-й гвардейской стрелковой дивизии, был пулеметчиком. В составе этой части прошел до Победы, воевал на 1-м и 3-м Украинском фронтах. Отличился уже в первых боях, в ходе Одесской наступательной операции.
13 апреля 1944 года при форсировании реки Днестр у села Варница (Новоаненского района Молдавии) гвардии сержант Кадыров умело организовал уничтожение огневых точек противника, из своего станкового пулемета подавил 3 пулеметные точки. В боях на плацдарме 16 апреля во время контратаки противника поразил свыше 10 пехотинцев и две огневые точки, 23 апреля под огнем проделал проходы во вражеских проволочных заграждениях, огнем из автомата уничтожил пулеметный расчет.
Приказом по частям 58-й гвардейской стрелковой дивизии (№ 37/н) от 25 мая 1944 года гвардии сержант Кадыров Камиль Амирахмедович награжден орденом Славы 3-й степени.
В мае 1944 года дивизия была выведена в тыл на отдых и с июля того же года воевала уже в составе 5-й гвардейской армии на 1-м Украинском фронте.
9 августа 1944 года в районе железнодорожной станции Ратае на левом берегу реки Висла (26 км юго-западнее города Сташув, Польша) гвардии старший сержант Кадыров при отражении контратаки, действуя с левого фланга, огнем из своего пулемета  истребил до 60 гитлеровских солдат. Будучи раненым, не покинул поля боя. Был представлен к награждению орденом Отечественной войны 2-й степени.
Приказом по войскам 5-й гвардейской армии (№ 60/н) от 6 октября 1944 года гвардии старший сержант Кадыров Камиль Амирахмедович награжден орденом Славы 2-й степени.
20 января 1945 года в бою в районе населенного пункта Тейхвальде (9 км северо-западнее города Люблинец, Польша) гвардии старший сержант Кадыров заменил выбывшего из строя командира пулеметного взвода. Взвод под его командованием вывел из строя свыше 50 вражеских солдат и офицеров, подавил 2 огневые точки, взял в плен 37 гитлеровцев. В этом бою Кадыров был ранен, но не покинул поля боя. Был представлен к награждению орденом Отечественной войны 1-й степени.
Указом Президиума Верховного Совета СССР от 27 июня 1945 года гвардии старший сержант Кадыров Камиль Амирахмедович награжден орденом Славы 1-й степени. Стал полным кавалером ордена Славы.
В апреле 1945 года старшина Кадыров был демобилизован. Вернулся в родной город, восстановился в институте. Но учебу снова пришлось прервать, так как в органах НКВД вспомнили плен и службу у врага. Информация о дальнейшей судьбе фронтовика в разных публикация расходится: или был осужден на 20 лет лагерей или просто выслан в Казахстан. Остался жить в Карагандинской области.
В 1966 году окончил Карагандинский медицинский институт. Работал врачом, с 1967 года — главным врачом в медсанчасти № 1 треста «Сараньуголь», в 1980—1986 годах — заведующим городской поликлиникой. Жил и работал в городе Сарань Карагандинской области. Скончался 24 октября 1999 года.

## Награды
- Орден Отечественной войны 1 степени (11 марта 1985);
- Орден Славы 1 степени (27 июня 1945, № 3740);
- Орден Славы 2 степени (6 октября 1944, № 17446)[1];
- Орден Славы 3 степени (25 мая 1944, № 63374);
- медали.